# 岡田輝
岡田 輝（おかだ てる、1947年9月6日 - ）は、備前焼の陶芸家。

## 経歴
京都府舞鶴市出身。武蔵野美術大学を卒業後、人間国宝である藤原雄に弟子入り。1975年（昭和50年）には日本伝統工芸展に初入選し、その後も中日国際陶芸展文部大臣賞などを受賞するなど、将来の備前焼界を代表する作家と嘱望されている。
倉敷芸術科学大学芸術学部デザイン芸術学科教授を務め、2016年、退任。JR舞鶴線・西舞鶴駅の駅舎にある備前焼の壁は岡田の作品『舞・賛・燦』（1999年）である。